# Hildur Lundberg
Hildur Charlotta Lundberg, född 14 december 1878 i Stockholm, död 28 augusti 1972 i Borghamn, var en svensk bibliotekarie och lärare. Hon tillhörde den första generationens kvinnliga bibliotekarier. Hon lade grunden till Stockholms stadsbiblioteks mångåriga sagoberättartradition och talade och skrev flitigt om barnböcker och barns och ungdomars läsning.

## Biografi
Hildur Lundberg växte upp i ett välbeställt borgerligt hem som den äldsta av fyra syskon. Fadern Rudolf Lundberg var filosofie doktor, fiskeriinspektör och pionjär inom svensk fiskodling. Hildur Lundberg tog examen vid Statens normalskola för flickor 1897 och arbetade därefter som lärare vid flickskolor i Strömstad, Jönköping och Linköping. År 1901 tog hon examen vid Högre lärarinneseminariet och 1908 vid 3:e avdelningen vid samma läroanstalt. Samma år deltog hon i den kurs för läroverksbibliotekarier som bibliotekspionjären Valfrid Palmgren ordnade på uppdrag av Kungl. Överstyrelsen för rikets allmänna läroverk och hittade där sin fortsatta livsuppgift. Hon blev biträdande bibliotekarie vid Pedagogiska biblioteket och var samtidigt föreståndare vid det nyinrättade Gustav Vasa församlingsbibliotek. Bibliotekarietjänsterna var deltidstjänster och Hildur Lundberg var även bibliotekarie vid biblioteket vid Centralförbundet för nykterhetsundervisning. Hon anställdes vid Stockholms stadsbibliotek 1927 inför öppnandet 1928 och stannade där till sin pensionering 1943.

### Gustav Vasa församlingsbibliotek
De flesta församlingarna i Stockholm hade i slutet av 1800-talet någon form av församlingsbibliotek. Gustav Vasa församlingsbibliotek började sin verksamhet i november 1909. Det fanns ett stort intresse för verksamheten och biblioteket fick redan från början förhållandevis goda resurser. Lokalerna i församlingshuset var enkla men 1912 kunde biblioteket flytta in i nya lokaler i en femrumslägenhet på Norrtullsgatan 8B. Hildur Lundberg anställdes som föreståndare från starten och hon utvecklade biblioteket och gjorde det till ett omskrivet mönsterbibliotek. Hon hade under Valfrid Palmgrens kurs hört denna berätta om de amerikanska biblioteken med deras öppna och utåtriktade verksamhet. Hon hade också läst Palmgrens artiklar om sin USA-resa och reserapporten Bibliotek och folkuppfostran, 1909. I Gustav Vasa församlingsbibliotek förverkligade Hildur Lundberg de nya amerikanska biblioteksidéerna. Det blev det första svenska folkbiblioteket med öppna hyllor, det vill säga att besökarna själva fick välja böcker från hyllorna. Fram till 1919 var Gustav Vasa församlingsbibliotek och Stockholms barn- och ungdomsbibliotek, som Valfrid Palmgren startade 1911, de enda två biblioteken som hade öppna hyllor. Systemet blev populärt och bidrog till de höga utlåningssiffrorna. Biblioteken hade också en modern kortkatalog med ämnesord, en så kallad ordbokskatalog, upprättad efter amerikansk förebild.
Redan från början var Gustav Vasa församlingsbibliotek öppet för barnen. Biblioteket hade särskilda öppettider för dem, tre timmar på eftermiddagen, tre dagar i veckan. I de nya lokalerna på Norrtullsgatan skapade Hildur Lundberg en särskild barnavdelning med sagostunder, tävlingar, dramatiserade sagor, pojkklubb och andra läsfrämjande aktiviteter, en för den tiden helt unik verksamhet. Skolklasser bjöds in till undervisning i vad vi nu kallar informationssökning.
Hildur Lundberg var sekreterare i styrelsen för Stockholms barn- och ungdomsbibliotek under hela dess verksamhet 1911–1927. De båda biblioteken samarbetade och anställde bland annat under en period en amerikansk bibliotekarie med svenskt ursprung för att förbättra beståndet av engelsk litteratur.

### Stockholms stadsbibliotek
Gustav Vasa församlingsbibliotek avvecklades 1927 och bokbeståndet och de tre fast anställda övergick till Stockholms stadsbibliotek. Hildur Lundberg blev andre bibliotekarie under chefen Fredrik Hjelmqvist och snart ansvarig för Stadsbibliotekets hela barnverksamhet. Hon tog med sig sina framgångsrika erfarenheter från Gustav Vasa församlingsbibliotek, vilka kom att prägla arbetet på barnavdelningarna på huvudbiblioteket och filialerna under många år. Valfrid Palmgrens devis ”library spirit” fyllde hon med innehåll och förmedlade till efterföljarna.
Hildur Lundberg var en engagerad sagoberättare. I förordet till den första sagosamlingen som hon gav ut, Nu ska ni få höra, 1933, med flera upplagor, gav hon ett slags programförklaring. Sagor ska berättas muntligt, ansåg hon, och hon uppmuntrade den vuxna läsaren att berätta historier för barnen, enkelt och naturligt. De minsta barnen borde få höra berättelser och episoder från sin egen vardag hellre än sagor. De större barnen kunde lyssna på komplicerade och spännande sagor men hon betonade att folksagor, som från början var avsedda för vuxna, bör väljas med omsorg så att barnen inte blir skrämda. Språket i sagorna i hennes två sagosamlingar är omedelbart och levande. Så grundade hon den tradition av sagoberättande som barnbibliotekarierna vid stadsbiblioteket lyckades hålla vid liv fram till 2000-talet och som Elsa Olenius blev den mest kända bäraren av.

### Övrig verksamhet
Tillsammans med Fredrik Hjelmqvist och bibliotekskonsulenten Knut Tynell gav Hildur Lundberg ut Bibliotek: deras betydelse och skötsel: en handledning för mindre bibliotek, 1920, som utkom i flera upplagor. Hon intresserade sig för utbildnings- och lönefrågor och formulerade de krav som bör ställas på en bibliotekarie i artikeln ”Några ord om bibliotekarien och hans [sic!] arbete”, publicerad i Biblioteksbladet 1917. Hon skrev många artiklar om barn- och ungdomsverksamhet, skolbibliotek och om barns och ungdomars läsning. Hon föreläste, medverkade med boktips i radio, gjorde boklistor för bokhandeln, fungerade som rådgivare till förlag, engagerade sig i den förnyade ”Nick Carter-debatten” 1931 och föreläste under Ungdomens bokvecka 1933. Valfrid Palmgrens syn på vilka böcker biblioteken skulle erbjuda barnen var även Hildur Lundbergs: hänsyn måste tas till vad barnen verkligen ville läsa och att förbjuda barnen att läsa vissa böcker var meningslöst. I den frågan gick hon 1918 i polemik med den kända barnbokskritikern Gurli Linder. Hildur Lundberg var inte heller främmande för ny teknik. Balloptikon, med vilket bilder ur böcker kunde visas på stor skärm, ansåg hon vara ett utmärkt hjälpmedel när barngrupperna var stora.
Hildur Lundberg var stor beundrare av och nära vän till rösträttskvinnan, historikern, studierektorn vid Åhlinska skolan och professorn Lydia Wahlström och brevväxlade med henne under många år. Efter sin pensionering bodde Hildur Lundberg med sina systrar på släktgården Djurkälla i Borghamn vid Ombergs fot vid Vättern, där Lydia Wahlström var en ofta sedd gäst.
Hildur Lundberg avled 1972. Hon ligger begravd på Väversunda kyrkogård.